# 吳世良 (翻譯家)
吳世良（？—1987年1月12日），女，中国翻译家。

## 生平
出生于江苏昆山，早年进入圣约翰大学、沪江大学读书，后转入清华大学外文系，师从钱锺书，期间与英若诚相识，毕业后和英若诚双双进入北京人民艺术剧院，之后担任曹禺秘书。翻译有《春月》。
1987年1月12日病逝。

## 家族
父吴保丰。丈夫英若诚，子英达。